# Jonathan Castroviejo
Jonathan Castroviejo Nicolás (Getxo, 27 april 1987) is een Spaans wielrenner die anno 2022 rijdt voor INEOS Grenadiers. Hij is gespecialiseerd in het tijdrijden, zo wist hij in 2011 de prologen van de Ronde van Romandië en de Ronde van Madrid te winnen.

## Carrière
In 2012 won hij met Movistar Team de proloog van de Ronde van Madrid. In de Ronde van Spanje van 2012 was hij de eerste leider. Hij veroverde de rode leiderstrui door met zijn ploeg de ploegentijdrit te winnen. Hij zou de rode trui behouden tot rit drie, waarna zijn ploegmaat Alejandro Valverde hem overnam.
In 2016 nam Castroviejo deel aan de wegwedstrijd op de Olympische Spelen in Rio de Janeiro, maar reed deze niet uit. Vier dagen later werd hij vierde in de tijdrit. Op 15 september 2016 werd hij in het Franse Plumelec Europees kampioen tijdrijden. Een maand later werd hij, achter Tony Martin en Vasil Kiryjenka, derde op het wereldkampioenschap.
In 2018 maakte hij de overstap naar Team Sky dat sinds 2019 door het leven gaat als Team INEOS. In 2023 werd hij voor de zesde maal Spaans kampioen tijdrijden bij de elite.

## Palmares

### Overwinningen
2009
3e etappe Ronde van de Haut-Anjou, Beloften
Proloog Ronde van de Isard, Beloften
5e etappe Ronde van de Toekomst
2010
Sprintklassement Ronde van Catalonië
2011
Proloog Ronde van Romandië
1e etappe Ronde van Madrid
2012
Proloog Ronde van Madrid (ploegentijdrit)
1e etappe Ronde van Spanje (ploegentijdrit)
2013
 Spaans kampioen tijdrijden, Elite
2014
1e etappe Ronde van Spanje (ploegentijdrit)
2015
 Spaans kampioen tijdrijden, Elite
2016
 Europees kampioen tijdrijden, Elite
2017
3e etappe Ronde van de Algarve
 Spaans kampioen tijdrijden, Elite
2018
 Spaans kampioen tijdrijden, Elite
2019
 Spaans kampioen tijdrijden, Elite
2023
 Spaans kampioen tijdrijden, Elite

### Resultaten in voornaamste wedstrijden
| Jaar | Ronde van Italië | Ronde van Frankrijk | Ronde van Spanje |
| ---- | ---------------- | ------------------- | ---------------- |
| 2010 |                  |                     |                  |
| 2011 |                  |                     |                  |
| 2012 |                  |                     | 148e             |
| 2013 |                  | 97e                 |                  |
| 2014 | 57e              |                     | 65e              |
| 2015 |                  | 24e                 |                  |
| 2016 |                  |                     | 36e              |
| 2017 |                  | 60e                 |                  |
| 2018 |                  | 70e                 | 100e             |
| 2019 |                  | 50e                 |                  |
| 2020 | 24e              | opgave              |                  |
| 2021 | 23e              | 23e                 |                  |
| 2022 | 64e              | 49e                 |                  |
| 2023 |                  | 15e                 | 60e              |
| 2024 |                  | 53e                 |                  |
| 2025 | 61e              |                     |                  |

| Jaar | Milaan-San Remo | Ronde van Vlaanderen | Parijs-Roubaix | Amstel Gold Race | Luik-Bast.‑Luik | Ronde van Lombardije | Waalse Pijl | Clásica San Sebastián |  | WK op de weg |  | Wereldranglijsten |
| ---- | --------------- | -------------------- | -------------- | ---------------- | --------------- | -------------------- | ----------- | --------------------- |  | ------------ |  | ----------------- |
| 2010 |                 | opgave               |                |                  |                 | opgave               |             |                       |  |              |  |                   |
| 2011 | 131e            | opgave               | opgave         | 86e              | opgave          |                      | 84e         |                       |  |              |  | 163e (UWT)        |
| 2012 |                 |                      |                |                  |                 |                      |             |                       |  | 122e         |  | 92e (UWT)         |
| 2013 | 113e            |                      |                |                  |                 |                      |             | 70e                   |  | 48e          |  | 186e (UWT)        |
| 2014 |                 |                      |                |                  |                 |                      |             | opgave                |  | 51e          |  |                   |
| 2015 |                 |                      |                |                  |                 |                      |             |                       |  |              |  | 200e (UWT)        |
| 2016 |                 |                      |                |                  |                 |                      |             | 89e                   |  | opgave       |  | 149e (UWT)        |
| 2017 |                 |                      |                |                  |                 |                      |             | 48e                   |  | 31e          |  | 123e (UWT)        |
| 2018 |                 |                      |                |                  |                 |                      |             | 26e                   |  | opgave       |  | 145e (UWT)        |
| 2019 |                 |                      |                |                  |                 | opgave               |             | 31e                   |  | opgave       |  | 507e (UWR)        |
| 2020 |                 |                      |                |                  |                 |                      |             |                       |  |              |  |                   |
| 2021 |                 |                      |                |                  |                 | 63e                  |             |                       |  |              |  |                   |
| 2022 |                 |                      |                |                  |                 |                      |             | opgave                |  |              |  |                   |
| 2023 |                 |                      |                |                  |                 |                      |             |                       |  |              |  |                   |
| 2024 |                 |                      |                |                  |                 | 59e                  |             | opgave                |  |              |  |                   |
| 2025 |                 |                      |                |                  |                 |                      |             |                       |  |              |  |                   |

### Resultaten in kleinere rondes
| Jaar | Tour Down Under | Ronde van de VAE | Parijs-Nice | Tirreno-Adriatico | Ronde van Catalonië | Ronde van het Baskenland | Ronde van Romandië | Critérium du Dauphiné | Ronde van Zwitserland | Ronde van Polen | Eneco Tour |
| ---- | --------------- | ---------------- | ----------- | ----------------- | ------------------- | ------------------------ | ------------------ | --------------------- | --------------------- | --------------- | ---------- |
| 2010 | 112e            |                  |             |                   | 130e                |                          |                    |                       | 23e                   | 63e             | 23e        |
| 2011 |                 |                  |             | 19e               |                     |                          | 113e (1)           |                       | 125e                  | opgave          | 76e        |
| 2012 |                 |                  |             |                   |                     |                          | 42e                |                       |                       |                 | 6e         |
| 2013 |                 |                  |             | 14e               |                     | 48e                      |                    | 72e                   |                       |                 |            |
| 2014 |                 |                  |             | 41e               | 43e                 |                          | 46e                |                       |                       |                 |            |
| 2015 |                 |                  |             | 15e               |                     | opgave                   | 35e                | 17e                   |                       |                 |            |
| 2016 |                 |                  |             |                   |                     |                          |                    |                       | 41e                   | 17e             |            |
| 2017 |                 |                  |             | 7e                | opgave              |                          | 12e                |                       | opgave                |                 |            |
| 2018 |                 |                  |             | 79e               |                     | opgave                   |                    | 30e                   |                       |                 |            |
| 2019 |                 |                  |             | 28e               |                     | opgave                   |                    |                       | 15e                   |                 |            |
| 2020 |                 |                  |             |                   |                     |                          |                    | 43e                   |                       |                 |            |
| 2021 |                 |                  |             | 52e               | 91e                 |                          |                    |                       |                       |                 |            |
| 2022 |                 |                  |             | 43e               |                     |                          |                    |                       |                       |                 |            |
| 2023 |                 |                  |             |                   | 16e                 | 48e                      | 12e                | 31e                   |                       |                 |            |
| 2024 |                 |                  | 41e         |                   |                     | 55e                      | 71e                | 56e                   |                       |                 |            |
| 2025 |                 | 50e              |             |                   |                     |                          |                    |                       |                       |                 |            |

(*) tussen haakjes aantal individuele etappe-overwinningen

## Ploegen
- 2008 –  Orbea-Oreka SDA
- 2009 –  Orbea
- 2010 –  Euskaltel-Euskadi
- 2011 –  Euskaltel-Euskadi
- 2012 –  Movistar Team
- 2013 –  Movistar Team
- 2014 –  Movistar Team
- 2015 –  Movistar Team
- 2016 –  Movistar Team
- 2017 –  Movistar Team
- 2018 –  Team Sky
- 2019 –  Team INEOS [a]
- 2020 –  Team INEOS
- 2021 –  INEOS Grenadiers
- 2022 –  INEOS Grenadiers
- 2023 –  INEOS Grenadiers
- 2024 –  INEOS Grenadiers
- 2025 –  INEOS Grenadiers

Wielerploegen van Jonathan Castroviejo
Antón ·
Aramendia ·
Azanza ·
Castroviejo ·
de Lis de Andrés ·
Fernández ·
Galdós ·
Hernández ·
Intxausti ·
Isasi ·
Izagirre ·
Martínez ·
Mínguez ·
Nieve ·
Oroz ·
A. Pérez ·
R. Pérez ·
Sánchez  ·
Sesma ·
Sicard ·
Txurruka ·
Urtasun ·
Velasco ·
Verdugo
Antón ·
Aramendia ·
Astarloza ·
Azanza ·
Bilbao ·
Castroviejo ·
Cazaux ·
Fernández ·
Isasi ·
G. Izagirre ·
J. Izagirre ·
Landa ·
Martínez ·
Mínguez ·
Nieve ·
Oroz ·
A. Pérez ·
R. Pérez ·
Sánchez  ·
Sesma ·
Sicard ·
Txurruka ·
Urtasun ·
Velasco ·
Verdugo
Amador · 
Arroyo · 
Bruseghin · 
Castroviejo ·
Cobo · 
Costa · 
Erviti · 
Gutiérrez · 
Jesús Herrada ·  
José Herrada ·
Intxausti · 
Iriarte · 
Karpets · 
Kiryjenka · 
Konovalovas ·
Lastras · 
López · 
Madrazo · 
Moreno · 
Pardilla · 
Plaza · 
Quintana · 
Rojas · 
Samojlaw · 
Sanz · 
Valverde · 
Ventoso ·
Visconti · 
Angarita (stagiair)
Amador · 
Arroyo · 
Bruseghin · 
Capecchi · 
Castroviejo · 
Cobo · 
Costa  · 
Dowsett · 
Erviti · 
Jesús Herrada · 
José Herrada · 
Gutiérrez · 
Intxausti · 
Karpets · 
Lastras · 
Madrazo · 
Moreno · 
Pardilla · 
Plaza · 
Quintana · 
Rojas · 
Samojlaw · 
Sanz · 
Szmyd · 
Valverde · 
Ventoso · 
Visconti
Amador · Antón · Capecchi · Castroviejo · Dowsett · Erviti · Gadret ·  Gutiérrez · Jesús Herrada · José Herrada · Intxausti · G. Izagirre · J. Izagirre · Lastras · Lobato · Malori · Moreno · Plaza · D. Quintana · N. Quintana · Rojas · Sanz · Sütterlin · Szmyd · Valverde · Ventoso · Visconti
Amador · Anacona · Antón · Capecchi · Castroviejo · Dowsett · Erviti · Fernández · Gadret · Jesús Herrada · José Herrada · Intxausti · G. Izagirre · J. Izagirre · Lastras · Lobato · Malori · Moreno · D. Quintana · N. Quintana · Rojas · Sanz · Soler · Sutherland · Sütterlin · Valverde · Ventoso · Visconti
Amador · Anacona · Arcas · Betancur · Castroviejo   · Dowsett · Erviti · Fernández · Jesús Herrada · José Herrada · G. Izagirre · J. Izagirre · Lobato · Malori · D. Moreno · J. Moreno · Oliveira · Pedrero · D. Quintana · N. Quintana · Rojas · Soler · Sutherland · Sütterlin · Valverde · Ventoso · Visconti  · Carapaz (stagiair)
Amador · Anacona · Arcas · Barbero · Bennati · Betancur · Bico · Carapaz · Carretero · Castroviejo   · de la Parte · Dowsett · Erviti · Fernández · Jesús Herrada · José Herrada · Izagirre · Malori · Moreno · Oliveira · Pedrero · D. Quintana · N. Quintana · Rojas · Soler · Sutherland · Sütterlin · Valverde
van Baarle · Basso · Bernal · Castroviejo · de la Cruz · Deignan · Dibben · Doull · Elissonde · Froome · Geoghegan Hart · Gołaś · Halvorsen · Seb. Henao · Ser. Henao · Intxausti · Kiryjenka · Knees · Kwiatkowski · Lawless · López · Moscon · Poels · Puccio · Rosa · Rowe · Sivakov · Stannard · Thomas · Wiśniowski
van Baarle · Basso · Bernal · Castroviejo · de la Cruz · Doull · Dunbar · Elissonde · Froome · Ganna · Geoghegan Hart · Gołaś · Halvorsen · Seb. Henao · Kiryjenka · Knees · Kwiatkowski · Lawless · Moscon · Narváez · Poels · Puccio · Rosa · Rowe · Sivakov · Sosa · Stannard · Swift · Thomas
Amador · Basso · Bernal · Carapaz  · Castroviejo · Dennis   · Doull · Dunbar · Froome · Ganna   · Geoghegan Hart · Gołaś · Hayter · Henao · Kiryjenka (t/m 31 januari) · Knees · Kwiatkowski · Lawless · Moscon · Narváez · Puccio · Rivera · Rodriguez · Rowe · Sivakov · Sosa · Stannard · Swift · Thomas · Van Baarle · Wurf (vanaf 1 februari)
Amador · Van Baarle · Basso · Bernal · Carapaz  · Castroviejo · De Plus · Dennis · Doull · Dunbar · Ganna     · Geoghegan Hart · Gołaś · Hayter · Henao · Kwiatkowski · Martínez · Moscon · Narváez · Pidcock (vanaf 1 februari) · Porte ·  Puccio · Rivera · Rodriguez · Rowe · Sivakov · Sosa · Swift · Thomas · Wurf · Yates · Plapp (stagiair)
Amador · Bernal · Carapaz  · Castroviejo · De Plus · Dunbar · Fraile · Ganna   · Geoghegan Hart · E. Hayter · Heiduk · Kwiatkowski · Martínez · Narváez · Pidcock · Plapp · Porte ·  Puccio · Rivera · Rodriguez · Rowe · Sheffield · Sivakov · Swift · Thomas · Tulett · Turner · Van Baarle · Viviani · Wurf · Yates · L. Hayter (stagiair)
- WorldCat: E39PBJxcX8MqRTw8hmRYYtbfMP